# Удимская волость
Удимская во́лость — волость в составе Великоустюжского уезда Северо-Двинской губернии РСФСР (в 1918—1924 годах), Вологодской губернии (после 1893—1918). Волостной центр — Забелинское (Забелинская).
Ныне территория Котласского района Архангельской области и Великоустюгского района Вологодской области России.

## Состав волости
На 1893 год входила в II стан Вологодской губернии.
По данным на 1913 год входили населённых 111 пунктов
- Абрамиха
- Бакланово (Чистяково)
- Белая
- Березник
- Беркен (Тружаново)
- Болтинская
- Бор (Погорелка)
- Борок (Искорцево)
- Бугина
- Бухарева
- Бухаревская
- Бызова
- Варнавина
- Вондокурское
- Галашина (Яковлевский починок)
- Глинка
- Голышкина
- Губина
- Данилова
- Дмитриева
- Жаровой Починок (1-й, 2-й)
- Жернакова
- Забелинское (Забелинская) — волостной центр
- Забережье
- Засолодье
- Затесье
- Зяблица
- Иванова Новина
- Иворовское
- Илейцына
- Истопная
- Истопый Ручей
- Княжева (ныне Княжево)
- Козьминская (Деревенька)
- Кокинская
- Коровина
- Костяжева
- Котлаский Стефановский Погост
- Кошкина
- Красная Гора (Выставка)
- Кузнечиха
- Куимиха (Варнавино)
- Курцова
- Ленивица
- Ломовая Веретья (Ерофеева)
- Маланьина Гора
- Маминская
- Маминская Слудка
- Манылова
- Мартемьяновская (Котлас)
- Матвейцева
- Меглина
- Медведка
- Межник
- Микулина Слободка
- Мисловля
- Морозиха
- Муравинская Слудка
- Мышкина
- Нестерова
- Новинки
- Новое
- Ногинская
- Норадцово
- Овечкина
- Олюшина
- Омелюхина
- Павловская
- Пахутино
- Пересека (Ворончиха)
- Першина Слуда
- Пестова
- Петровская
- Петрухинская
- Петряевская (Труфаново)
- Пещанка
- Пилатикова
- Пихтова
- Плешкина
- Плоский (починок)
- По ручью Плоскому
- Поповское
- Поташев Остров
- Прислон
- Разсека (Рассека)
- Рысья
- Савинский (починок)
- Словенское
- Соколья Гора
- Соколья Горка
- Сокориха
- Сосновка до Каменного ручья
- Спицынская
- Студениха
- Суслопариха
- Туровецкий Богоявленский Погост
- Турцево
- Уртомож (ныне Большой Уртомаж и Малый Уртомаж)
- Ускорье
- Усова
- Усть-Удимское
- Федотовский (починок)
- Фролова
- Чащевская
- Чудачиха
- Шанежная
- Шетина Слободка
- Шипицына
- Шумилова
- Ядриха
- Якушина